# Farley, Missouri
Farley är en ort i Platte County i delstaten Missouri, USA.